# 君のこころは輝いてるかい?
- ラブライブ! > ラブライブ!サンシャイン!! > Aqours > 君のこころは輝いてるかい?

「君のこころは輝いてるかい？」（きみのこころはかがやいてるかい）は、Aqoursの楽曲。同グループの1枚目のシングルとして、2015年10月7日にLantisから発売された。

## 概要
Aqoursのデビューシングル。BD同梱盤とDVD同梱盤の2種類が発売される。CDには表題曲「君のこころは輝いてるかい？」とカップリング曲2曲およびモノローグが、BD・DVDには「君のこころは輝いてるかい?」のアニメーションPVが収録される。初回生産分には、プロフィールカード（全9種）がランダムで1枚封入されるほか、発売記念イベントの応募シリアルナンバーが封入されている。
2曲目の「Step! ZERO to ONE」は、『ラブライブ!サンシャイン!! Aqours First LoveLive! 〜Step! ZERO to ONE!!〜』の表題曲である。
法人特典としてプロフィールカードを挿せる「ミニスタンディー」が付属する（店舗により絵柄が異なる）。
2018年7月25日に生出演した地上波生放送の音楽番組『2018 FNSうたの夏まつり』ではこの曲を披露した。テレビアニメ第2期第3話では学校説明会で披露された劇中挿入歌として歌われている。
企画枠として初の紅白出演となった『第69回NHK紅白歌合戦』（2018年12月31日放送）ではこの曲が歌唱曲となり披露された。ラストの集合シーンでは、渡辺曜が紅白のテーマである「夢を歌おう」と書かれた横断幕を、黒澤ダイヤと津島善子が紅白のポンポンを持たせた映像が新たに作られ、実際のステージでもキャストがそれぞれ持って曲を締めくくった。

## チャート実績
10月6日付のオリコンデイリーランキングでは4位、翌日の10月7日付には10,826枚を売り上げ2位にランクインした。10月19日付オリコン週間シングルランキングでは売上4.8万枚で初登場3位にランクインした。
サウンドスキャンの週間ランキングや、ビルボードのHot Animationにおいても初の1位を獲得した。
累計売上は8.1万枚と、デビューから長らく『ラブライブ！サンシャイン!!』で最も売れたシングルの座を守り続けていたが、2018年8月現在は「Thank you, FRIENDS!!」にその座を譲っている。

## 収録曲
収録内容におけるボーカル曲は太字、ボイスドラマパートは▲印で表記する。

### BD・DVD盤
- CD

1. 君のこころは輝いてるかい？
  - 作詞：畑亜貴、作曲：光増ハジメ、編曲：EFFY
  - TVアニメ第2期第3話挿入歌
2. Step! ZERO to ONE
  - 作詞：畑亜貴、作曲・編曲：高田暁
3. Aqours☆HEROES
  - 作詞：畑亜貴、作曲・編曲：渡辺和紀
4. 君のこころは輝いてるかい？ (Off Vocal）
5. はじめましてのご挨拶 -高海千歌-▲
  - 出演：高海千歌（声 - 伊波杏樹）
6. はじめましてのご挨拶 -桜内梨子-▲
  - 出演：桜内梨子（声 - 逢田梨香子）
7. はじめましてのご挨拶 -松浦果南-▲
  - 出演：松浦果南（声 - 諏訪ななか）
8. はじめましてのご挨拶 -黒澤ダイヤ-▲
  - 出演：黒澤ダイヤ（声 - 小宮有紗）
9. はじめましてのご挨拶 -渡辺曜-▲
  - 出演：渡辺曜（声 - 斉藤朱夏）
10. はじめましてのご挨拶 -津島善子-▲
  - 出演：津島善子（声 - 小林愛香）
11. はじめましてのご挨拶 -国木田花丸-▲
  - 出演：国木田花丸（声 - 高槻かなこ）
12. はじめましてのご挨拶 -小原鞠莉-▲
  - 出演：小原鞠莉（声 - 鈴木愛奈）
13. はじめましてのご挨拶 -黒澤ルビィ-▲
  - 出演：黒澤ルビィ（声 - 降幡愛）

- BD・DVD
  - 「君のこころは輝いてるかい？」アニメーションPV
    - 舞台は静岡県沼津市と設定されていることから、沼津登山東海バス（現・東海バス沼津営業所）の車両が登場するほか（同社は協力としてクレジットされている）、駿河湾沼津FC「ハリプロ映像協会」の協力も得ている。また本作品をきっかけに、東海バス並びに小田急電鉄グループとラブライブのコラボレーション企画も開始されている（次作からは、かつての箱根山戦争での抗争相手だった西武鉄道グループも参加）。

### アナログ盤
- A Side

1. 君のこころは輝いてるかい？
  - 作詞：畑亜貴、作曲：光増ハジメ、編曲：EFFY
2. Step! ZERO to ONE
  - 作詞：畑亜貴、作曲・編曲：高田暁
3. Aqours☆HEROES
  - 作詞：畑亜貴、作曲・編曲：渡辺和紀

- B Side

1. 君のこころは輝いてるかい？ (Off Vocal）
2. Step! ZERO to ONE (Off Vocal）
3. Aqours☆HEROES (Off Vocal）
4. 君のこころは輝いてるかい？ (Acappella）

## PVスタッフ
- 企画 - サンライズ
- 原作 - 矢立肇
- 原案 - 公野櫻子
- 監督・絵コンテ・演出 - 酒井和男
- キャラクターデザイン - 室田雄平
- デザインワークス - 河毛雅妃
- プロップデザイン - 西澤千恵
- 総作画監督 - 河毛雅妃、平山円、藤井智之
- 作画監督 - 西澤千恵、尾尻進矢
- ライブパート作画監督 - 後藤望、重国勇二、寺尾憲治
- 美術監督 - 東潤一
- セットデザイン - 高橋武之
- 色彩設計 - 横山さよ子
- CGディレクター - 黒崎豪
- CGプロデューサー - 小石川淳
- 3DCGI - サブリメイション
- 撮影監督 - 杉山大樹
- 編集 - 今井大介
- 音響監督 - 長崎行男
- 音楽制作 - ランティス、サンライズ音楽出版
- 音楽プロデューサー - 伊藤善之
- プロデューサー - 平山理志、大久保隆一
- 振付 - 石川ゆみ
- 製作 - プロジェクトラブライブ！サンシャイン!!（サンライズ、ランティス、KADOKAWA アスキー・メディアワークス）

## 小田急電鉄グループによる各種企画

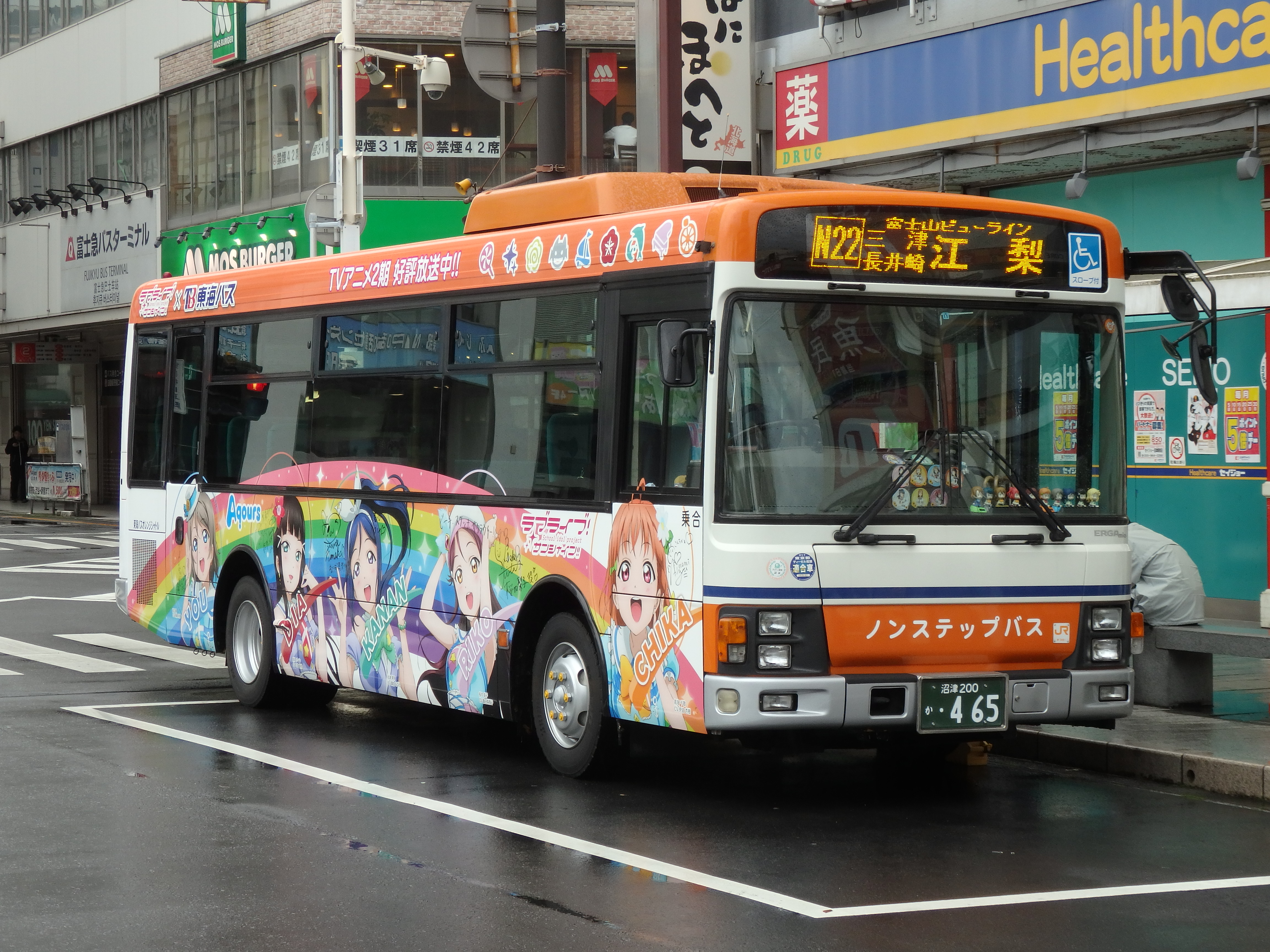
ラッピングバス
（東海バス沼津営業所）

本作品の発売を記念して、東海バスでは2017年3月25日、この曲のMV衣装が描かれたラッピングバスの運行を開始した。ラブライブ関連企画によるラッピングバスは、同社では2台目となる。
東海バスの親会社・小田急電鉄では、新型コロナウイルス感染症（COVID-19）緊急事態宣言発令下におけるオンライン会議等での使用を目的に、2020年4月30日に開設した背景画像無料提供企画「小田急の背景」に、内浦湾を背景にしたラブライブバス2号車の画像を5月22日に掲載した。

## カバー
YouTubeにて披露したアーティスト
| 曲名                           | 歌手           | 公開日        | 備考 |
| ------------------------------ | -------------- | ------------- | --- |
| 「君のこころは輝いてるかい？」 | スリーズブーケ | 2023年5月16日 | - 『ラブライブ！シリーズ』の蓮ノ空女学院スクールアイドルクラブによるミニユニット - 「蓮ノ空女学院スクールアイドルクラブ公式チャンネル」にて公開された。 |

### ユニットメンバー
1. ↑  日野下花帆（楡井希実）、乙宗梢（花宮初奈）